# Geyer (dorp in Indonesië)
Geyer is een bestuurslaag in het regentschap Grobogan van de provincie Midden-Java, Indonesië. Geyer telt 5298 inwoners (volkstelling 2010).